# Жбогар, Василий
Василий Жбогар (словен. Vasilij Žbogar, 4 октября 1975, Копер) — словенский яхтсмен, выступающий в классах «Лазер» и «Финн», трёхкратный призёр Олимпийских игр (2004, 2008 и 2016).

## Карьера
В детском возрасте Василий Жбогар занимался теннисом, настольным теннисом и футболом. В девятилетнем возрасте отец привел его в секцию парусного спорта, что и определило его дальнейшую судьбу.
В 2000 году дебютировал на Олимпийских играх. В Сиднее выступал в классе яхт «Лазер» и занял 19-е место и 43 спортсменов. Год спустя стал бронзовым призёром Средиземноморских игр.
На Олимпиаде в Афинах Жбогар в упорной борьбе завоевал бронзовую награду, а также был признан спортсменом года в Словении. Через год выиграл Средиземноморские игры. На третьих в карьере Играх словенский яхтсмен вновь не остался без медали, став вице-чемпионом в соревновании яхт класса «Лазер».
На лондонской Олимпиаде выступал в классе «Финн», где показал итоговый шестой результат.
Перед Олимпиадой 2016 года был выбран в качестве знаменосца сборной Словении.
Завоевал в Рио 2016 серебряную медаль в классе "Финн".